# Najemnicy (film 1994)
Najemnicy (ang. Men of War) – amerykańsko-hiszpański film akcji z 1994 roku w reżyserii Perry’ego Langa, z Dolphem Lundgrenem w roli głównej. Zdjęcia kręcono w Chicago i w Tajlandii.

## Obsada
- Dolph Lundgren − Nick Gunnar
- Charlotte Lewis − Loki
- Trevor Goddard − Keefer
- BD Wong − Po
- Anthony John Denison − Jimmy G
- Tim Guinee − Ocker
- Don Harvey − Nolan
- Tommy Lister Jr. (w czołówce jako Tiny "Zeus" Lister) − Blades
- Tom Wright − Jamaal
- Catherine Bell − Grace Lashield
- Kevin Tighe − Merrick
- Thomas Gibson − Warren
- Perry Lang − Lyle
- Aldo Sambrell − Goldmouth